# باسكن روبنز
باسكن روبنز (بالإنجليزية: Baskin-Robbins)‏ هي شركة أمريكية عالمية للأيس كريم ومقرها في كانتون، ماساشوستس. وقد تأسست في عام 1945 من قبل بيرت باسكن وروبنز ايرف وفي غلينديل، كاليفورنيا. الآن تملك باسكن روبنز قرابة 8,000 متجر حول العالم منها أكثر من 2,500 داخل الولايات المتحدة ومتواجدة بأكثر من 50 دولة.

## السر المخفي
هناك رقم 31 باللون الوردي وسط الشعار وهو يدل على عدد نكهات المثلجات .

## النكهات الأصلية الواحد والثلاثين
النكهات الأصلية الواحد والثلاثون عندما فتح باسكن روبنز لأول مرة في 1945 كانوا:
1. فادج الموز والبندق
2. الجوز الأسود
3. الكرز العنابي
4. شرائط حلوى الزبدة والسكر الأسمر (البترسكوتش)
5. حلوى الماكرون بالكرز
6. الشكولاتة
7. الشوكولاتة واللوز
8. رقاقات الشوكولاتة
9. فادج الشوكولاتة
10. الشوكولاتة والنعناع
11. شرائط الشوكولاتة
12. القهوة
13. حلوى القهوة
14. التمر والجوز
15. نوغا البيض
16. الفانيلا الفرنسية
17. حلوى عصا النعناع الأخضر
18. كريسب الليمون
19. كاسترد الليمون
20. عصير الليمون
21. القيقب والجوز
22. عصير البرتقال
23. الخوخ
24. شرائط فادج النعناع الفلفلي
25. حلوى عصا النعناع الفلفلي
26. عصير الأناناس
27. عصير توت العليق
28. الطريق الصخري
29. الفراولة
30. الفانيلا
31. فانيلا اللوز المحروق

## تاريخ
تأسست باسكن روبنز في عام 1948 من قبل بيرت باسكن وإيرف روبينز باندماج صالات الآيس كريم الخاصة بهم في غليندال بولاية كاليفورنيا.
تعلم بيرت باسكن فنون الآيس كريم في أثناء خدمته العسكرية خلال الحرب العالمية الثانية. حصل بطريقة ما على بعض المعدات وبدأ في صنع الآيس كريم للجنود الآخرين. حتى أنه قام ببعض التجارب هناك عندما بدأ في استخدام بعض الفواكه الاستوائية. بعد الحرب، أراد أن يواصل عمله في مجال الآيس كريم، فافتتح متجر بيرتون للآيس كريم في كاليفورنيا في عام 1946.
أما إيرف روبينز فكان يعمل في مجال الآيس كريم طوال حياته. فعندما كان مراهقًا في ثلاثينيات القرن الماضي، أدار عداد الآيس كريم في متجر والده. ودخل الجيش خلال الحرب العالمية الثانية أيضًا. بمجرد عودته أنفق 6000 دولار لفتح محل Snowbird Ice Cream في كاليفورنيا عام 1945.
وخلال فترة عمل باسكن في الجيش، تزوج شقيقة روبن، شيرلي روبينز. وفي عام 1948، قررا دمج شركاتهما في شركة واحدة وأطلقا عليها اسم Baskin-Robbins.

## الفروع

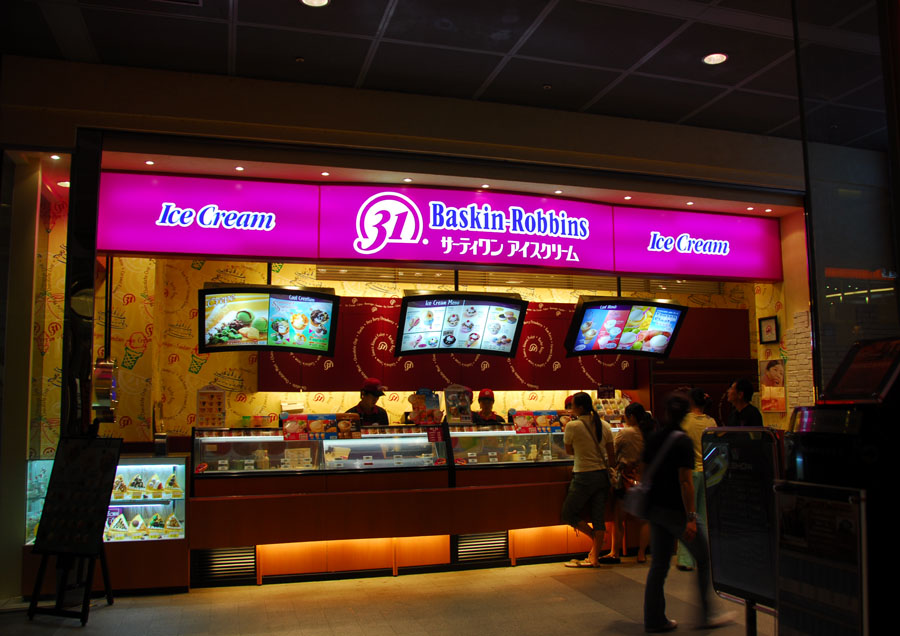
إحدى فروع باسكن روبنز ، تايوان

باسكن روبنز لديها أكثر من 7300 متجر في مواقع ما يقرب من 55 دولة خارج الولايات المتحدة، بما في ذلك مواقع في:
- أرمينيا
- أروبا
- الأردن
- السويد
- هولندا
- أستراليا
- أذربيجان
- البحرين
- بيلاروس
- بوتان
- بنغلاديش
- كندا
- الصين
- كولومبيا
- كوراساو
- الدنمارك
- مالطا
- إستونيا
- المغرب
- جمهورية الدومينيكان
- الإكوادور
- مصر
- جورجيا
- هندوراس
- الهند
- إندونيسيا
- اليابان
- كازاخستان
- كوريا الجنوبية
- الكويت
- لاتفيا
- لبنان
- ماليزيا
- جزر المالديف
- موريشيوس
- المكسيك
- نيبال
- عُمان
- بنما
- الفلبين
- البرتغال
- بورتوريكو
- قطر
- روسيا
- السعودية
- سنغافورة
- إسبانيا
- سريلانكا
- سينت مارتن
- جنوب إفريقيا
- طاجيكستان
- أوزبكستان
- أيرلندا
- تايوان
- تايلاند
- أوكرانيا
- باكستان
- الإمارات العربية المتحدة
- المملكة المتحدة
- فيتنام
- العراق